# Solid State Records
Solid State Records es un subsello discográfico estadounidense de Tooth & Nail Records que tiene bandas de metal cristiano y hardcore cristiano.

## Bandas actuales
- As Cities Burn
- Becoming the Archetype
- The Chariot
- Cry of the Afflicted
- Demon Hunter
- Destroy the Runner
- Fit for a King
- Haste the Day
- He Is Legend
- Inhale Exhale
- Life In Your Way
- Miss May I
- Norma Jean
- Oh, Sleeper
- Silent Planet
- The Devil Wears Prada
- Twelve Gauge Valentine
- Underoath
- Wolves at the Gate

## Bandas anteriores
- 3rd Root
- The Agony Scene
- August Burns Red
- Blindside
- Beloved
- Born Blind
- Dead Poetic
- Embodyment
- Eso-Charis
- Extol
- Few Left Standing
- Figure Four
- Lengsel
- Living Sacrifice
- No Innocent Victim
- Overcome
- Selfmindead
- Showbread
- Soapbox
- Society's Finest
- Soul Embraced
- Spitfire
- Still Breathing
- Strongarm
- Stretch Arm Strong
- Training for Utopia
- Warlord
- Zao